# Dead Sara
I Dead Sara sono un gruppo alternative rock di Los Angeles, formato nel 2002 da Emily Armstrong e Siouxsie Medley.

## Storia

### Formazione e primi anni (2002-2005)
Emily Armstrong e Susie Medley cominciarono entrambe il loro percorso musicale come cantautrici. Emily Armstrong prese in mano per la prima volta una chitarra all'età di 12 anni, mentre Susie Medley cominciò a suonare a 9 anni, suonando la chitarra della sua bambinaia, Dexy Valentine dei Magic Wand.
Emily era sia un'artista solista, concentrandosi sulla musica folk, sia membro di alcuni gruppi musicali che aveva formato. Tuttavia, secondo la stessa Armstrong, inizialmente le sue occupazioni erano comporre testi e suonare la chitarra e non cominciò a cantare fino all'età di 15 anni, quando con la sua voce riusciva a creare un buon vibrato a qualsiasi tonalità.
Emily e Susie si incontrarono tramite amici comuni nel 2002 e cominciarono a comporre canzoni insieme nel 2003. Il primo live delle due come gruppo fu nel marzo 2005 al The Mint club a Los Angeles, con Emily al basso e alla batteria Aaron Bellcastro, che aveva già collaborato con il gruppo nell'incisione del brano Changes.
Dopo aver adottato il nome Epiphany, a metà del 2005 cambiarono nome in Dead Sara, in riferimento alla canzone Sara dei Fleetwood Mac, credendo erroneamente che in una strofa venisse detto "dead Sara" anziché "said Sara". Entrambe hanno citato Stevie Nicks, autrice della canzone, come "importante influenza".
In questo periodo, Susie Medley cominciò a stilizzare il suo nome in "Siouxsie", in omaggio agli indiani sioux, tribù nativa di cui lei è discendente, e in riferimento a Siouxsie Sioux.

### Primi riconoscimenti (2006-2010)
Nel 2008 pubblicarono il loro primo EP, intitolato The Airport Sessions, grazie all'etichetta Viscount Productions.
Dopo numerosi cambi alla batteria e al basso, nel 2009 la formazione si stabilizzò con Sean Friday alla batteria e Chris Null al basso. Nello stesso anno, Emily venne chiamata da Courtney Love per cantare i cori per l'album Nobody's Daughter degli Hole, che venne pubblicato nel 2010.
Nel 2011, Emily venne nominata da Grace Slick come cantante femminile contemporanea che ammirava di più, in un'intervista al The Wall Street Journal.

### Il successo (2011-2012)
Nel 2011, un inviato per la WCCC Radio era in California al Sunset Sessions, dove gli Staind stavano promuovendo il loro documentario. Lì rimase colpito dai Dead Sara, dopo averli sentiti provare per un concerto. Una volta tornato alla sede principale mandò in onda il brano Weatherman, che venne poi pubblicato come primo singolo del gruppo nel febbraio 2012.

### Dead Sara(2012-2013)
Nell'aprile 2012 la Pocket Kid Records pubblica il primo album del gruppo, intitolato Dead Sara e prodotto da Noah Shain. L'album raggiunse la 16ª posizione della Top Heatseekers stilata da Billboard.
Lemon Scent fu il primo brano del gruppo ad avere un video musicale, pubblicato il 14 marzo 2013 sul sito di Rolling Stone. Nello stesso anno, la band firmò un contratto con l'etichetta Epic Records

### Pleasure to Meet You(2013-presente)
L'8 ottobre 2013 il gruppo annuncia l'inizio della creazione del secondo album in studio, col produttore Noah Shain.
Nel dicembre 2014, dopo aver rescisso il contratto con l'etichetta, il gruppo inizia il pre-order dell'album, intitolato Pleasure to Meet You, sul sito pledgemusic.com. Nello stesso giorno, il gruppo annuncia che l'album verrà pubblicato nel marzo 2015. Il 14 gennaio viene reso disponibile in anteprima per coloro che hanno effettuato il preordine del nuovo album il videoclip del brano Mona Lisa; il 15 gennaio viene reso disponibile pubblicamente attraverso la piattaforma Vevo. Pleasure to Meet You è stato pubblicato il 31 marzo 2015, accompagnato da un breve tour, al termine del quale il bassista Chris Null lasciò il gruppo.

## Formazione
- Emily Armstrong - voce, chitarra (2003-presente)
- Siouxsie Medley - chitarra (2003-presente)
- Chris Null - basso (2009-presente)
- Sean Friday - batteria (2009-presente)

## Discografia

### Album in studio
- 2012 – Dead Sara
- 2015 – Pleasure to Meet You
- 2021 – Ain't It Tragic

### EP
- 2008 – The Airport Session
- 2018 – Temporary Things Taking Up Space

### Singoli
| Anno | Titolo                   | Posizione massima | Posizione massima | Posizione massima | Album                            |
| Anno | Titolo                   | US Alternative    | US Mainstream     | US Rock Songs     | Album                            |
| ---- | ------------------------ | ----------------- | ----------------- | ----------------- | -------------------------------- |
| 2011 | Sorry for It All         | —                 | —                 | —                 | Dead Sara                        |
| 2012 | Weatherman               | 35                | 30                | 31                | Dead Sara                        |
| 2012 | We Are What You Say      | —                 | —                 | —                 | Dead Sara                        |
| 2013 | Lemon Scent              | —                 | —                 | —                 | Dead Sara                        |
| 2015 | Mona Lisa                | —                 | —                 | —                 | Pleasure to Meet You             |
| 2015 | Something Good           | —                 | —                 | —                 | Pleasure to Meet You             |
| 2018 | Unamerican               | —                 | —                 | —                 | Temporary Things Taking Up Space |
| 2018 | Heaven's Got a Back Door | —                 | —                 | —                 | Temporary Things Taking Up Space |
| 2018 | Anybody                  | —                 | —                 | —                 | Temporary Things Taking Up Space |